# 1,4-Dichlorobenzène
Le 1,4-dichlorobenzène ou paradichlorobenzène (PDCB) est un composé aromatique organochloré de formule brute C6H4Cl2. Constitué d'un cycle benzénique substitué par deux atomes de chlore, c'est l'un des trois isomères dichlorobenzène. Il se présente sous la forme d'un solide cristallin blanc avec une odeur camphrée. Il est utilisé couramment comme insecticide, (notamment anti-mite), et désodorisant, sous forme de boules, qui porte le nom de « boules à mite », ou de bloc.

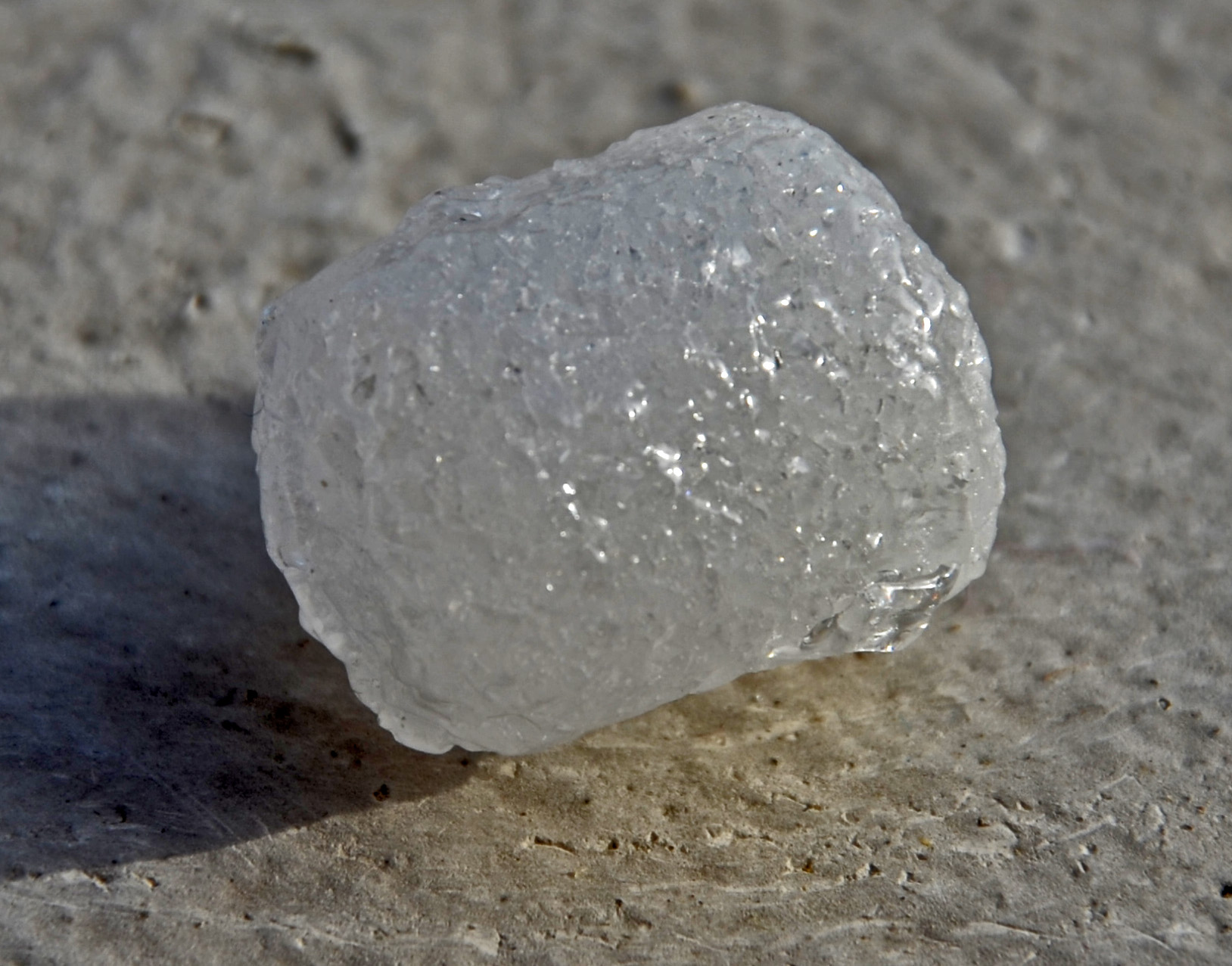
Bloc antimite.

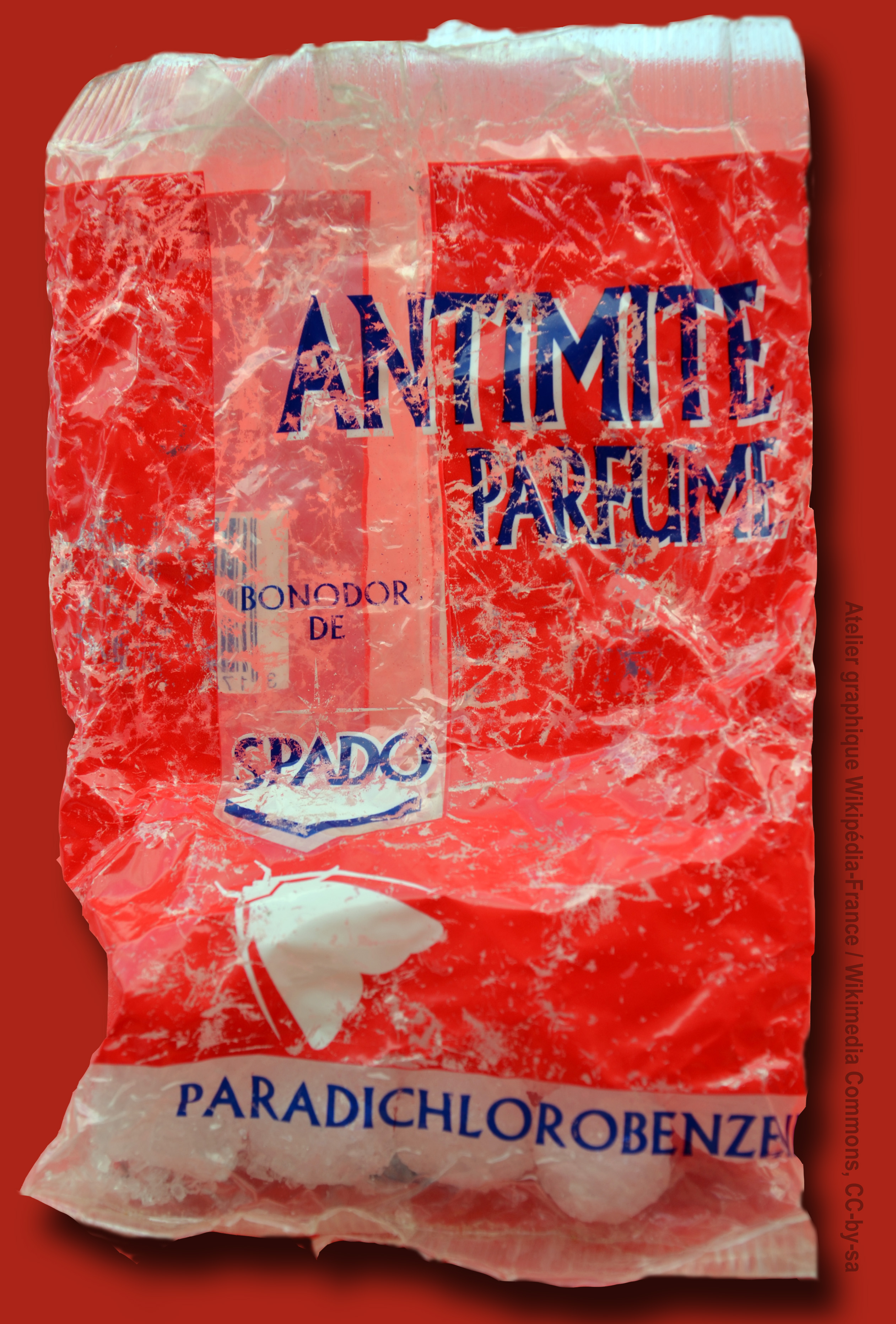
Sachet de blocs antimites, pouvant être confondu avec un paquet de bonbon par un jeune enfant (en dépit d'une forte odeur de produit chimique).

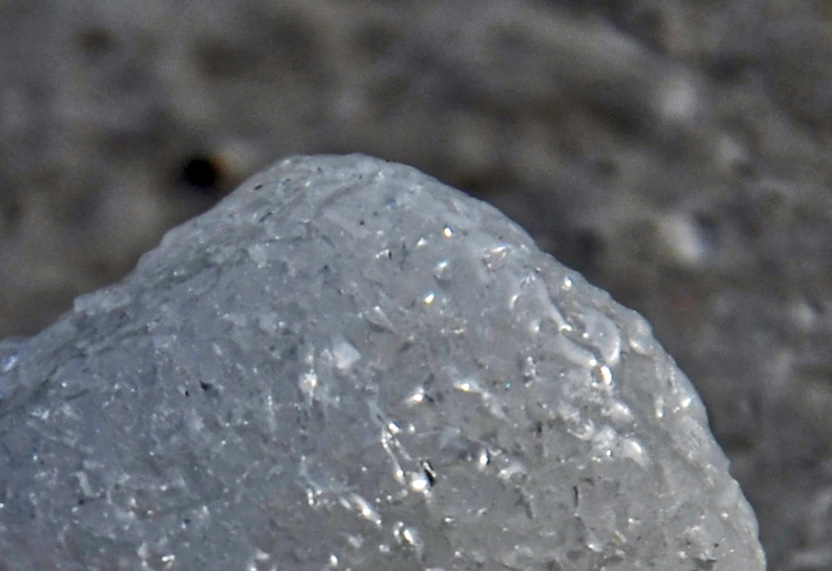
Détail d'un bloc antimite, en cours de lente sublimation.

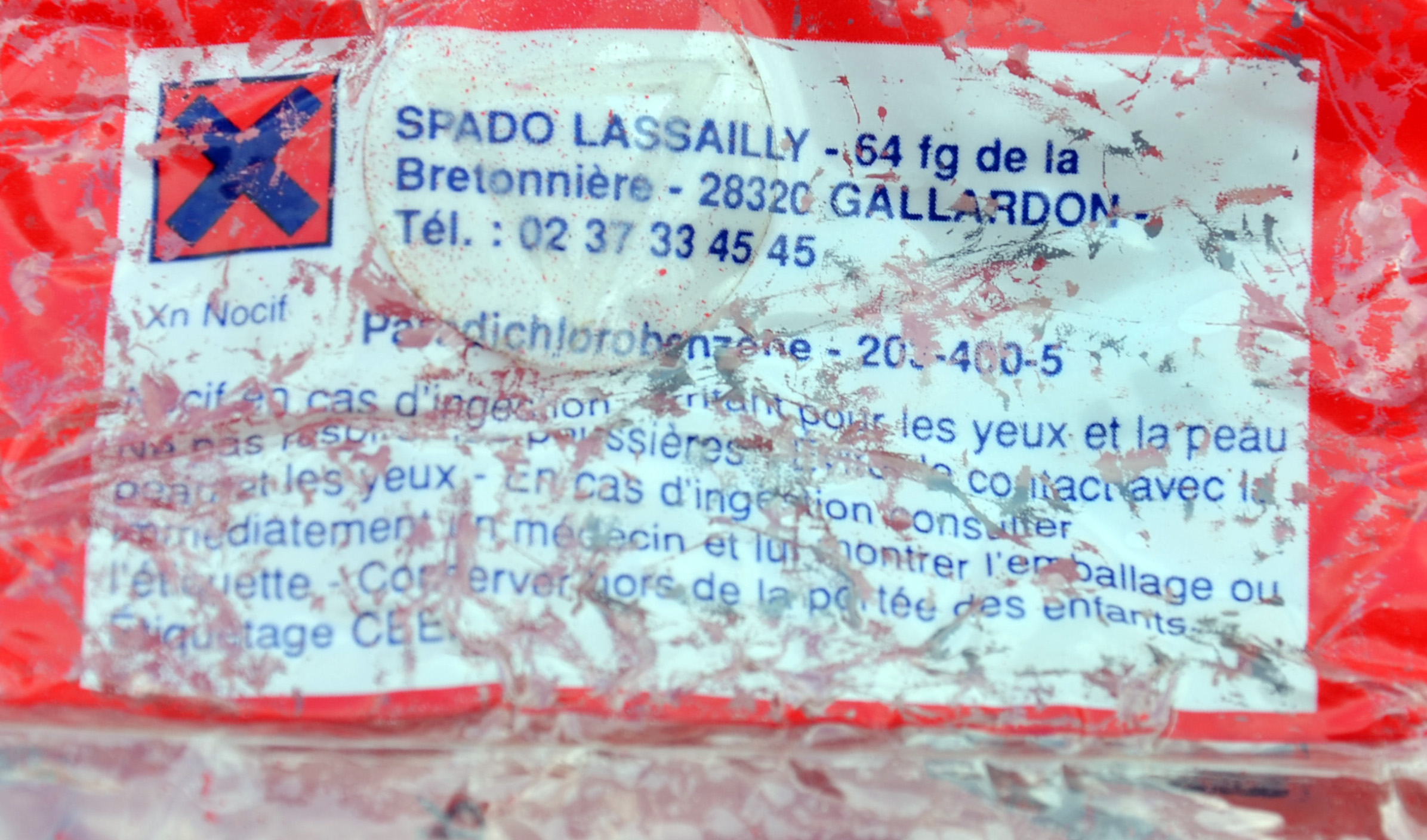
Exemple d'étiquette d'un ancien sachet de blocs antimites.

Quasiment insoluble dans l'eau, le PDCB se dissout dans l'acétone, l'éther diéthylique, le benzène, le chloroforme et le disulfure de carbone.
En raison de sa toxicité environnementale et de son caractère cancérigène pour l'humain ou les mammifères domestiques, des actions sont en préparation depuis 2004 pour substituer des alternatives au PDCB dans ses deux principales utilisations grand public (antimite et désodorisant).

## Écotoxicologie
Ce produit bien que peu soluble dans l'eau est hautement toxique pour les organismes aquatiques.

## Toxicologie
Le fait d'être exposé de façon répétée ou prolongée à son odeur peut provoquer des irritations de la gorge, voire des intoxications. Les effets cancérigènes de cette substance ont été prouvés chez l'animal.

## Stratégie de réduction de risque consommateur
En France, les deux ministères chargés respectivement de la santé et de l’environnement ont saisi l'AFSSE le 23 février 2004 pour préparer et proposer des mesures communautaires visant à mieux protéger le consommateur de ce produit chimique. Un groupe de travail a été créé, élargi à deux experts extérieurs (CAP et INRS) ayant contribué au rapport d’évaluation des risques. Après avoir rencontré les représentants de l'industrie chimique, le groupe a rendu un avis présenté au CES et unanimement adopté, qui a fondé un rapport de l'AFSSET remis en décembre 2004 aux ministères concernés.
Le risque d'exposition est surtout lié aux pesticides antimites composés de 1,4-dichlorobenzène (75 % du marché européen au début des années 2000), et aux blocs désodorisants utilisés dans les toilettes ou pour l'air de certains locaux. Ce sont essentiellement des pays d'Europe du Sud (France, Espagne et Italie en majorité) qui utilisent ces produits.
Les industriels ont affirmé à l'AFSSE (maintenant intégrée dans l'Anses) que le marché des usages domestiques décroissait, notamment depuis que le PDCB a été reconnu cancérigène de catégorie 3 par les instances communautaires (en avril 2004). Il est aussi dans la liste des substances actives biocides nécessitant une évaluation complète (directive biocides 98/8/C) pour maintenir son autorisation de mise en marché, mais ses substituts éventuels (dont pyréthrinoïdes) doivent aussi être évalués.
L'AFSSE, en consultant les industriels et les associations de consommateurs a étudié :
- d'éventuelles alternatives au conditionnement ;
- une possible réduction des taux de 1,4-dichlorobenzène dans les préparations ;
- une meilleure information des consommateurs ;
- une restriction d’usage à certaines catégories de populations (enfants, femmes enceintes...) et d'autres solutions envisageables,

pour conclure qu'il fallait :
- - interdire le paradichlorobenzène dans les antimites, éventuellement après publication des résultats d'évaluations des alternatives disponibles (Cf. directive produits biocides), avant fin 2007 ;
  - interdire le paradichlorobenzène dans les blocs toilettes et désodorisants d’atmosphère.

En juin 2011, l'Anses publie un avis et rapport relatifs à l'évolution de la méthode d'élaboration de valeurs guides de qualité d'air intérieur, où elle précise quant au paradichlorobenzène que « son utilisation est interdite depuis le 22 août 2008 en tant que substance active biocide dans les types de produits 18 et 19 (insecticides, acaricides, répulsifs) en référence à la décision européenne 2007/565/EC prise dans le cadre de la directive européenne 98/8/EC ».

## Isomères
Il existe deux autres isomères du dichlorobenzène :
- le 1,2-dichlorobenzène ou orthodichlorobenzène ;
- le 1,3-dichlorobenzène ou métadichlorobenzène ;

qui ne sont utilisés que comme réactifs intermédiaires.